# Sopotnia Mała
Sopotnia Mała – wieś w Polsce położona w województwie śląskim, w powiecie żywieckim, w gminie Jeleśnia.
W latach 1975–1998 miejscowość należała do województwa bielskiego.

## Położenie
Wioska usytuowana jest na południowy zachód od Jeleśni, w dolinie potoku Sopotnianka i rozciąga się w terenie na wysokości od 480 do 550 m n.p.m. Zabudowania i pola miejscowości zajmują dno doliny Sopotnianki, częściowo wkraczają także na zbocza otaczających ją dwóch grzbietów górskich, (szczególnie w dolnej części doliny Sopotnianki). Od południowo-wschodniej strony jest to grzbiet Romanki i Kotarnicy, od północno-zachodniej grzbiet odchodzący od Skały przez Lachowe Młaki do Juszczynki.

## Opis miejscowości
Wieś liczy 1,3 tys. mieszkańców. Stąd biegnie niebieski szlak turystyczny na Romankę i w przeciwną stronę, którym dotrzeć można do centrum Żywca.
Dawne góralskie tradycje pasterskie kultywuje zespół Romanka. We wsi istnieje możliwość wynajmu noclegów w kwaterach prywatnych. Wizerunek dawnej pieczęci wioski przedstawiał trąbkę z ustnikiem skierowanym na lewo, co zapewne miało akcentować fakt, że tutejsi mieszkańcy angażowani byli w charakterze naganiaczy w polowaniach organizowanych przez Habsburgów. We wsi do dziś zachowały się dawne tradycje bibułkowego kwiaciarstwa, polegające na układaniu barwnych kompozycji kwiatowych w formie bukietów i wieńców. W zakresie bibułkarstwa najbardziej znaną artystką ludową jest Anna Kupczak, zaś w hafcie ozdobnym Zofia Ważka.

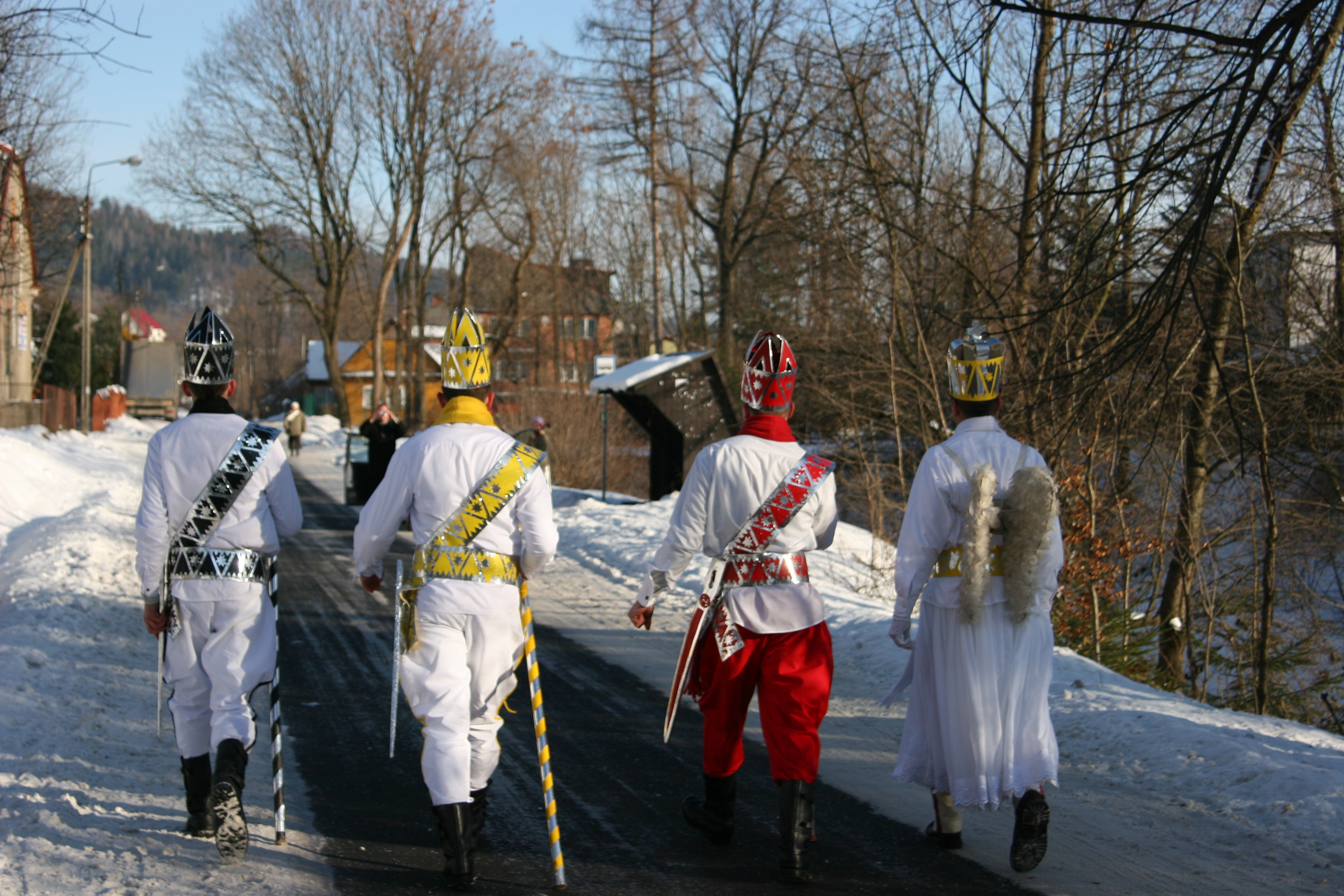
Święto Trzech Króli w Sopotni Małej - Trzej Królowie z Aniołem, 6 stycznia 2011 r.

Szczególną tradycją w Sopotni Małej jest zwyczaj zwany Trzej Królowie Sopotniańscy: od dnia Trzech Króli, czyli od 6 stycznia, do 8 stycznia karnawałowa grupa przebierańców przechodzi przez wieś, odwiedzając mieszkańców w domach.
Na terenie wsi działalność duszpasterską prowadzi Kościół Rzymskokatolicki (parafia św. Jana Chrzciciela).
We wsi kręcone były zdjęcia do filmu Sprawa się rypła.

## Szlaki turystyczne[7]
– na Romankę – 3.15 h, z powrotem 2.30 h
 – do Żywca – 2.55 h, z powrotem 3.10 h
  – do Świnnej – 2.30 h, z powrotem 2.40 h